# 東樋口護
東樋口 護（とうひぐち まもる、1945年 - ）は日本の工学者、公立鳥取環境大学教授。奈良県生駒郡平群町出身、京都市在住。

## 略歴・概要
平群で生まれ育つ。平群町立平群中学校卒業。大学進学を機に京都市に引越し京都大学工学部建築学科卒業。以来、京都に在住。伏見のテラスハウスに長く住んでいた。同大学工学部修士課程、博士課程を経て、1974年に京都大学の助手になる。博士課程時代は巽和夫のゼミ生として研究活動に取り組んでいた。後に准教授になり、2001年に鳥取環境大学の教授に就任。元々は鳥取環境大学環境デザイン学科の教授だったが、2009年4月から環境マネジメント学科の教授に移行。現在は岡崎誠と共に大学の副学長を務めている。京大工学部出身だが、長男が画家であるため、東樋口の家系は代々芸術系の家系と言っても良い。建築･景観等の分野で活躍している。
大学教授の他にも、特定非営利活動法人「社長長期保障支援センター」･「古材文化の会」の理事長も行っており活動の範囲は幅広い。
京都大学の助手になった翌年の1975年4月22日には一卵性双生児の息子(共に奈良県生まれ)が誕生しており、うち1人の息子は画家になり、東京藝術大学の版画の助手をしている。もう一人の息子は九州大学の工学部に進学し、大学院生時代に学会発表を行った(建築関係ではなく、化学を専攻していた)。妻は京都市立美術大学(後の京都市芸大)出身で、同大学院修士課程を修了後、京都市立銅駝美術工芸高等学校で染色を指導する教師として赴任し、画家・写真家としても活躍している。尚、妻は現在教師を定年退職し、京都を拠点に個展を開いている。東樋口本人も写真撮影が趣味であり、夫婦で海外旅行に行った際、必ず写真撮影をしている。
奈良出身ではあるが、活動の拠点は京都であるので、現在は奈良とはあまり関係ない。